# Banco del Mutuo Soccorso
Banco del Mutuo Soccorso (с итал. — «Банк взаимопомощи», [ˈbanko del ˈmutuo sokˈkorso]) — итальянская прогрессив-рок-группа.

## История
Начинала группа ещё в 1968 году, когда братья Vittorio Nocenzi (клавишные) и Gianni Nocenzi (клавишные), совместно с Franco Coletta (гитара), Fabrizio Falco (bass) и Mario Achilli (ударные) обосновались в Риме, где у братьев Nocenzi была собственная небольшая студия «Stalla», и, дав своей группе название Banco del Mutuo Soccorso, приступили к репетициям. Первые записи группы, датированные 1970 годом, были выпущены только в 1989 году в виде ретроспективного сборника Donna Plautilla. Чуть позже к музыкантам присоединился вокалист Francesco Di Giacomo.
Свой первый (одноименный) официальный альбом группа (правда, уже в несколько ином составе) выпустила в начале 1972 года. Пластинка вышла в конверте, оформленном в виде копилки, и даже имела небольшую прорезь с клапаном, в которую действительно можно было помещать монеты.
В том же году вышла и вторая пластинка группы — концептуальный альбом Darwin!. Лирика альбома, высоко оцениваемая италоговорящей публикой, как описано на официальном сайте BdMS, «является картиной с тысячей намеков, изображающих первозданный хаос, зарождение человечества и жизнь первобытных людей — первых существ на Земле, обладающих способностью мыслить и чувствовать, желанием любви, пока ещё полуживотых-полулюдей, которым предначертано стать высшими существами на планете». Эти пластинки принесли группе статус одного из лучших рок-коллективов страны.
Если хоть как-то попытаться описать эти пластинки, то можно сказать, что это нечто вроде гармоничного синтеза Emerson, Lake & Palmer и Pink Floyd (образца «Dark Side…») с сильным итальянским «музыкальным акцентом», но описание такое всё же будет несколько натянутым и надуманным, так как группа, безусловно, имеет своё лицо. Можно её сравнить так же и с ранними работами Queen, но здесь музыка значительно более разнообразна и в ней нет того голубовато-приторного гламура, который многих отталкивает от Mercury & Co.
Сложные и интересно структурированные композиции обоих альбомов отлично аранжированы, мастерство инструменталистов не вызывает сомнений, вокальные партии, хоть и уступают по исполнению группе Queen, но всё же очень хороши, а изящные оркестровки делают музыку ещё более красивой, не лишая драйва и мощи.
Следующая пластинка Io sono nato libero, записанная уже с новым гитаристом (который, кстати, очень неплохо умел управляться и с духовыми) Rodolfo Maltese, «украденным» у группы Homo Sapiens, была выдержана уже в несколько ином ключе, да и вообще, две предыдущие работы стали самыми «рокерскими» в дискографии коллектива. Музыка в основном построена вокруг красивых фортепианных пассажей, отлично сочетающихся с очень интересными и неординарными синтезаторами, а партии гитары (нередко акустической) отлично вписываются в общий саунд. Ритм-секция так же не отстаёт, и вокалист на высоте. В общем, очень мелодичная, красивая и изысканная, сложная и драматичная смесь рока, джаза, классической музыки и традиционной итальянской мелодичности.
В 1975 году Banco, обретшая высочайшую популярность в Италии, пытается выйти на международный музыкальный рынок. По протекции музыкантов из близкой по духу ELP группа подписывает контракт с Manticore LTD — компанией, успешно продвигающей в Европе другого итальянского «прог-монстра», группу PFM. Результатом стал альбом Banco, содержащий англоязычный перевод треков с первых трех пластинок, а также ещё три не издававшихся ранее песни на итальянском языке. Презентация альбома проходила в «Malibrean Theatre» в Венеции. В качестве конферансье выступал сам Keith Emerson. Работа эта широко и очень благожелательно освещалась в международной музыкальной прессе, но особого коммерческого успеха она не имела, да и гастроли группы по США и Великобритании прошли далеко не так хорошо, как ожидалось.
Четвёртый альбом Come in un'ultima cena 1976 года выпуска (с концептуальной лирикой на библейские темы) снова оказался шагом в сторону. В музыке появились джазовые интонации, а саунд оказался более «рокерским». В том же году этот альбом также был переведен на английский и выпущен под названием As In a Last Supper. Многостраничный буклет содержал англоязычный перевод лирики группы.
В том же 1976 году группа провела турне в компании с Gentle Giant и записала саундтрек к фильму Garofano Rosso, вышедший вскоре и на виниле. Это чисто инструментальная работа. Стилистически она очень разнообразная, даже несколько «рваная» и неровная. Изменилось звучание клавишных, да и всей группы в целом. Меньше горячности и эмоций, больше рассудочности, гитара гораздо менее активна, очень многое основано на появившихся духовых, в том числе и ещё более явные обращения к джазу. Пластинка очень хороша, хотя и не хватает там замечательного голоса Francesco Di Giacomo.
Очередная работа коллектива …di terra 1978 года продемонстрировала очередную смену стилистики — группа шагнула в сторону джаза и оркестровой музыки «a-la classics» (в записи принял участие Orchestra dell'Unione Musicisti di Roma). Несмотря на кардинальную смену стилистики, изменения качества музыки не последовало — оно, как и ранее, на высоте. Аранжировки не вызывают нареканий, структура композиций изысканна и интересна, инструментальные партии сложны и великолепны. Но это уже совсем не рок.
К сожалению, в конце семидесятых арт-роковый бум в Италии резко спадает, и группам подобным Banco становится всё труднее выживать в меняющемся мире шоу-бизнеса, да и, очевидно, к коллективу начинает медленно но неотвратимо подкрадываться то, что называется «творческим кризисом». Пластинка Canto Di Primavera все ещё содержит некоторое количество интересного прогового материала, а дальше…
После выхода концертника Capolinea саунд Banco Del Mutuo Soccorso заметно полегчал, а длинные инструментальные композиции сменил песенно-радийный формат. В восьмидесятых это уже совсем иная группа. Одновременно с «кастрацией» музыки до уровня качественной, но банальной попсы, название группы было урезано до «Banco».
В начале 80-х состав команды не отличался стабильностью, а в 1985-м деятельность группы вообще сошла на нет. Исключением являлся диск Non mettere le dita nel naso, изданный как сольник Франческо, но записанный с участием других членов группы. К началу девяностых Banco подходит далеко не в самом лучшем виде. Её коммерчески ориентированная продукция восьмидесятых пользуется всё меньшим спросом, а от былого авторитета в музыкальных кругах остаются в основном воспоминания. При этом ранние записи группы снова в ходу, и интерес публики к арт-року в Италии, да и во всем мире, начинает потихоньку возрождаться. На этой волне Banco Del Mutuo Soccorso, вернувшаяся к тому времени к прежнему «расширенному» названию, выпускает сборник Da Qui Messere Si Domina La Valle с перезаписанным материалом, позаимствованным с двух первых пластинок.
В дальнейшем коллектив попытался возродить раннее звучание, но при этом были и новшества. Например, в середине девяностых на свет появляется новый проект музыкантов Banco под названием «Acustico», где они выступили в формате акустической группы. Живые выступления проекта получили в основном очень тёплые отзывы публики, а некоторые записанные во время концертов треки вошли в альбом Nudo, выпущенный в 1997 году. Музыка опять явно уступила классическим альбомам группы, но нельзя назвать её плохой. Этот альбом, а также диск Il 13 являлись двумя официальными релизами периода 90-х (все остальное были сборники).
С тех пор группа предпочитает заниматься концертной деятельностью, что в 2003-м подтвердилось выходом лайва No Palco.
21 февраля 2014 года, в возрасте 66 лет в результате дорожно-транспортного происшествия погиб Франческо Ди Джакомо, у которого за рулем случился сердечный приступ и он выехал на своем автомобиле  на встречную полосу движения где произошло лобовое столкновение с другим автомобилем. Смерть произошла во время транспортировки в больницу Палестрины

## Дискография
- 1972 — Banco Del Mutuo Soccorso
- 1972 — Darwin!
- 1973 — Io Sono Nato Libero
- 1975 — Banco (англоязычный сборник композиций с первых альбомов)
- 1976 — Garofano Rosso
- 1976 — Come In Un'Ultima Cena
- 1976 — As In A Last Supper (англ. версия Come In Un'Ultima Cena)
- 1978 — ...Di Terra
- 1979 — Canto Di Primavera
- 1979 — Capolinea (live)
- 1980 — Urgentissimo
- 1981 — Buone Notizie
- 1983 — Banco
- 1985 — ... E Via
- 1989 — Donna Plautilla (материал, записанный до 1972 года)
- 1989 — Non Mettere le Dita nel Naso (как сольник Francesco Di Giacomo)
- 1991 — Darwin (перезаписанный Darwin!)
- 1991 — Da qui Messere si Domina la Valle (перезаписанные дебютник Banco Del Mutuo Soccorso и Darwin!)
- 1994 — Il 13
- 1997 — Nudo
- 2003 — No Palco (live)
- 2005 — Seguendo Le Tracce (live)
- 2012 — Quaranta (live)
- 2019 - Transiberiana

## Видео
- 1992 — Ciò che si vede è (VHS)
- 2004 — Ciò che si vede è (DVD)
- 2007 — Banco Live 1980 (DVD)